# Terrence Trammell

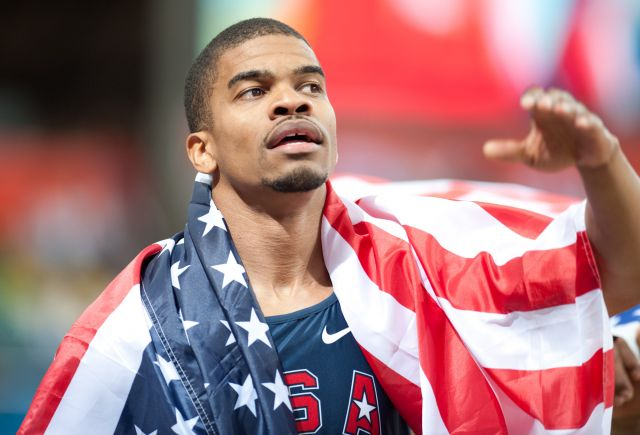
Terrence Trammell 2010

Terrence Trammell (* 23. November 1978 in Atlanta) ist ein US-amerikanischer Hürdenläufer.
Terrence Trammell gehört im ersten Jahrzehnts des 21. Jahrhunderts zu den besten 110-Meter-Hürden-Sprintern der Welt. Er gewann bei seinen ersten internationalen Meisterschaften 2000 bei den Olympischen Spielen in Sydney die Silbermedaille. Nach seinem Titel über 60 Meter Hürden bei den Hallenweltmeisterschaften 2001 in Lissabon gehörte er auch zum Favoritenkreis der nächsten Welttitelkämpfe im Freien. Bei den Weltmeisterschaften 2003 in Paris gewann er erneut die Silbermedaille, ebenso bei den Olympischen Spielen 2004 in Athen. In Helsinki bei den Weltmeisterschaften 2005 wurde er Fünfter.
Bei den Hallenweltmeisterschaften 2006 in Moskau gewann er Gold über 60 Meter Hürden und Bronze im 60-Meter-Lauf. Bei den Weltmeisterschaften 2007 wurde er über 110 Meter Hürden in 12,99 s Zweiter hinter Liu Xiang.
2009 gewann er bei den Weltmeisterschaften in Berlin über 110 Meter Hürden in einem sehr knappen Rennen die Silbermedaille. Der Weltmeister Ryan Brathwaite aus Barbados war nur eine Hundertstelsekunde schneller. Der drittplatzierte David Payne aus den USA war zeitgleich mit Trammell.
Bei den Hallenweltmeisterschaften 2010 gewann er die Silbermedaille.
Terrence Trammell hat bei einer Größe von 1,88 m ein Wettkampfgewicht von 84 kg.

## Persönliche Bestzeiten
- 100 m – 10,04 s
- 200 m – 20,74 s
- 110 m Hürden – 12,95 s